# Cerevisan
Cerevisan ist ein in der Europäischen Union zugelassener Pflanzenschutzwirkstoff.

## Eigenschaften
Cerevisan ist ein beiges Pulver. Der Hauptbestandteil von Cerevisan sind die Zellwände von Saccharomyces cerevisiae, einer Hefe, die in der Natur weit verbreitet ist und üblicherweise bei der Erzeugung von Lebensmitteln verwendet wird (Backen, alkoholische Getränke, Nahrungsergänzungsmittel).

## Verwendung
Cerevisan wirkt systemisch und stärkt Pflanzen, indem es den Verteidigungsmetabolismus der Pflanze aktiviert. Es kann zur Bekämpfung von Falschem Mehltau im Anbau von Blattsalat und anderen Salatkulturen verwendet werden. Es ist für den Einsatz im ökologischen Landbau zugelassen. In Staaten der Europäischen Union – auch in Deutschland und Österreich – sind Präparate mit Cerevisan erhältlich.

## Sicherheitshinweise
Da der Ausgangsstoff des Mittels regelmäßig verzehrt wird, ohne dass eine potenzielle Schädlichkeit belegt ist, kam die EU-Kommission zu der Auffassung, dass eine zusätzliche Exposition von Mensch, Tier und Umwelt infolge der gemäß der Verordnung (EG) Nr. 1107/2009 genehmigten Verwendungszwecke vernachlässigbar sein dürfte im Vergleich zu der Exposition, die in realen, natürlichen Situationen zu erwarten ist. Damit wurde das Mittel als unbedenklich eingestuft.